# Chlorocytus vassiliefi
Chlorocytus vassiliefi is een vliesvleugelig insect uit de familie Pteromalidae. De wetenschappelijke naam is voor het eerst geldig gepubliceerd in 1903 door Ashmead.